# ダービス・パットン
ダービス・パットン（Darvis "Doc" Patton、1977年12月4日 ‐ ）は、アメリカ合衆国・ダラス出身で短距離走が専門の元陸上競技選手。100mで9秒89、200mで20秒03、室内60mで6秒50（35歳以上元世界記録）の自己ベストを持つ。世界大会の実績は、オリンピックでは2004年アテネ大会の男子4×100mリレーに予選のみ出場して銀メダルを獲得している。世界選手権では2003年パリ大会と2007年大阪大会の男子4×100mリレーで金メダル、2003年パリ大会の男子200mで銀メダルを獲得している。

## 経歴

### 2003年
8-9月、パリ世界選手権の男子200mと4×100mリレーに出場。200mは準決勝を20秒03（+0.6）の自己ベストで突破したが、決勝では20秒31（+0.1）とタイムを落とし、優勝したジョン・カペルと0秒01差の2位で銀メダルに終わった。しかし、4×100mリレーでは3走（ジョン・カペル、バーナード・ウィリアムズ、パットン、ジョシュア・ジョンソン）を務め、38秒06をマークしての金メダル獲得に貢献した。

### 2004年
8月27日、アテネオリンピックの4×100mリレーに出場すると、予選で2走（ショーン・クロフォード、パットン、コビー・ミラー、モーリス・グリーン）を務め、38秒02をマークしての決勝進出に貢献した。アメリカチームは決勝で銀メダルを獲得し、パットンは決勝に出場しなかったが予選を走ったのでメダルを獲得した。

### 2007年
8-9月、大阪世界選手権の男子4×100mリレーに出場すると、決勝で1走（パットン、ウォーレス・スピアモン、タイソン・ゲイ、リロイ・ディクソン）を務め、37秒78をマークしての金メダル獲得に貢献した。

### 2008年
6月、28日に全米選手権の男子100m2次予選で9秒89（+1.6）をマークし、30歳を越えてから初めて10秒の壁を突破した。29日の決勝では追い風参考記録ながら9秒84（+4.1）をマークして3位に入り、北京オリンピックのアメリカ代表の座を掴んだ。
8月、北京オリンピックの男子100mと4×100mリレーに出場。初出場となった100mは2次予選で10秒04（+0.1）、準決勝で10秒03（+0.3）と9秒台に迫るタイムで決勝に進出し、10秒03（0.0）で8位に入った。4×100mリレーでは予選で3走（ロドニー・マーティン、トラビス・パジェット、パットン、タイソン・ゲイ）を務めたが、ゲイとのバトン交換の際にバトンを落としてしまい途中棄権となった。

### 2009年
8月、世界選手権の男子100mと4×100mリレーに出場。初出場となった100mは準決勝で9秒98（+0.2）をマークして決勝に進出したが、決勝では1年前のオリンピックと同じく10秒34（+0.9）の8位に終わった。4×100mリレーでは予選でアンカー（テレンス・トランメル、マイク・ロジャース、ショーン・クロフォード、パットン）を務めたが、クロフォードとのバトン交換の際にオーバーゾーンで失格となった。

### 2011年
6月26日、全米選手権の男子200m決勝で追い風参考記録ながら19秒98（+2.4）をマークして2位に入った。
8-9月、世界選手権の男子200mと4×100mリレーに出場。銀メダルを獲得した2003年パリ大会以来、8年ぶりの出場となった200mは準決勝まで進出したものの、20秒72（-1.0）の組4着に終わり決勝には進めなかった。4×100mリレーでは決勝で3走（トレル・キモンズ、ジャスティン・ガトリン、パットン、ウォルター・ディックス）を務めたが、ディックスにバトンを渡す直前に隣のレーンでバトンを待っていたイギリスの選手と接触して転倒してしまい、バトンが渡らず記録無し（途中棄権）となった。

### 2012年
8月10日、ロンドンオリンピックの男子4×100mリレーに出場すると、予選で2走（ジェフ・デンプス、パットン、トレル・キモンズ、ジャスティン・ガトリン）を務め、37秒38のアメリカ記録を樹立しての決勝進出に貢献した。アメリカは決勝で銀メダルを獲得し、パットンは決勝に出場しなかったが予選を走ったのでメダルを獲得した。しかし、リレーメンバーだったタイソン・ゲイのドーピング処分により、このメダルは2015年5月に剥奪された。

### 2013年
2月16日、ミルローズ・ゲーム (Millrose Games) の男子60mで6秒50をマークし、35歳以上の室内世界記録（当時）を樹立した。
3月30日、テキサス・リレー (Texas Relays) の男子100mで追い風参考記録ながら9秒75（+4.3）をマークした。
11月、現役を引退すると発表した。

## 自己ベスト
記録欄の（　）内の数字は風速（m/s）で、+は追い風を意味する。
| 種目   | 記録                      | 年月日                      | 場所                      | 備考               |
| 屋外   | 屋外                      | 屋外                        | 屋外                      | 屋外               |
| ------ | ------------------------- | --------------------------- | ------------------------- | ------------------ |
| 100m   | 9秒89 (+1.6) 9秒89 (+2.0) | 2008年6月28日 2009年9月20日 | ユージーン 上海           |                    |
| 100m   | 9秒75w (+4.3)             | 2013年3月30日               | オースティン              | 追い風参考記録     |
| 200m   | 20秒03 (+0.6)             | 2003年8月28日               | パリ                      |                    |
| 200m   | 19秒98w (+2.4)            | 2011年6月26日               | ユージーン                | 追い風参考記録     |
| 走幅跳 | 8m12 (+0.1)               | 2001年3月31日               | アーリントン              |                    |
| 走幅跳 | 8m40w (+3.3)              | 2002年4月20日               | フォートワース            | 追い風参考記録     |
| 室内   |                           |                             |                           |                    |
| 60m    | 6秒50                     | 2013年2月16日               | ニューヨーク              | 35歳以上元世界記録 |
| 200m   | 20秒73                    | 2001年3月10日 2003年2月1日  | フェイエットビル ボストン |                    |
| 走幅跳 | 7m85                      | 2001年2月3日                | ヒューストン              |                    |

## 主要大会成績
備考欄の記録は当時のもの
| 年   | 大会                                 | 場所             | 種目    | 結果      | 記録                  | 備考                                 |
| ---- | ------------------------------------ | ---------------- | ------- | --------- | --------------------- | ------------------------------------ |
| 2003 | 世界選手権                           | パリ             | 200m    | 2位       | 20秒31 (+0.1)         | 準決勝20秒03 (+0.6)：自己ベスト      |
| 2003 | 世界選手権                           | パリ             | 4x100mR | 優勝      | 38秒06 (3走)          |                                      |
| 2003 | ワールドアスレチック ファイナル (en) | モナコ           | 200m    | 4位       | 20秒46 (+0.1)         |                                      |
| 2004 | オリンピック                         | アテネ           | 4x100mR | 予選      | 38秒02 (2走)          | 決勝進出                             |
| 2007 | パンアメリカン競技大会 (en)          | リオデジャネイロ | 100m    | 2位       | 10秒17 (+1.0)         |                                      |
| 2007 | パンアメリカン競技大会 (en)          | リオデジャネイロ | 4x100mR | 3位       | 38秒88 (4走)          |                                      |
| 2007 | 世界選手権                           | 大阪             | 4x100mR | 優勝      | 37秒78 (1走)          |                                      |
| 2008 | オリンピック                         | 北京             | 100m    | 8位       | 10秒03 (0.0)          |                                      |
| 2008 | オリンピック                         | 北京             | 4x100mR | 予選      | DNF (1走)             |                                      |
| 2009 | 世界選手権                           | ベルリン         | 100m    | 8位       | 10秒34 (+0.9)         |                                      |
| 2009 | 世界選手権                           | ベルリン         | 4x100mR | 予選      | DQ (4走)              | オーバーゾーン                       |
| 2009 | ワールドアスレチック ファイナル (en) | テッサロニキ     | 100m    | 3位       | 10秒00 (-0.2)         |                                      |
| 2011 | 世界選手権                           | 大邱             | 200m    | 準決勝    | 20秒72 (-1.0)         |                                      |
| 2011 | 世界選手権                           | 大邱             | 4x100mR | 決勝      | DNF (3走)             |                                      |
| 2012 | オリンピック                         | ロンドン         | 4x100mR | 予選 失格 | 37秒38 (2走) DQ (2走) | アメリカ記録 決勝進出 ドーピング処分 |